# Palaeobates
Palaeobates is een geslacht van uitgestorven kraakbeenvissen in de orde Hybodontiformes dat leefde tijdens het Trias. Het was een kleine haai van ongeveer 1 meter lang. Palaeobates had een malend gebit, dat hij gebruikte om prooien met een harde schaal te pletten. De tanden vertonen een orthodontische histologie.